# Braunsapis hewitti
Braunsapis hewitti är en biart som först beskrevs av Peter Cameron 1908.
Braunsapis hewitti ingår i släktet Braunsapis och familjen långtungebin. Inga underarter finns listade i Catalogue of Life.